# リスペクトチーム
リスペクトチームは、ジャニーズ事務所に所属する、男性タレントによるサークルである。
KinKi Kidsの堂本剛のファンを自称する今井翼（タッキー&翼）、渋谷すばる、安田章大（以上、関ジャニ∞）の3名で成り、サークル名は「堂本剛を『リスペクト（尊敬）』する」との意味で命名した。私的なユニットのため、芸能活動は行っておらず、プライベートで堂本剛のソロプロジェクト、ENDLICHERI☆ENDLICHERIのライブを見に行くことがある。